# Kertész Jenő
Kertész Jenő, 1903-ig Kohn (Mencshely, 1889. április 15. – Budapest, 1969. augusztus 5.) fogorvos, az orvostudományok kandidátusa (1957).

## Élete
Kohn József (1863–1915) kereskedő, vendéglős és Hochstädter Mária (1863–1942) gyermekeként született zsidó családban. A Barcsay utcai főgimnáziumban érettségizett, majd a Budapesti Tudományegyetem Orvostudományi karának hallgatója lett, ahol 1914 novemberében szerezte meg oklevelét. Az első világháború alatt mint honvédorvos teljesített szolgálatot. Másfél évig harcolt a fronton, meg is sebesült és helytállásáért számos kitüntetésben részesítették. Fogorvosi szakképesítését a budapesti Stomatológiai Intézetben szerezte meg, ahol Árkövy József és Szabó József mellett volt gyakornok, 1919 januárjától tanársegéd. A Tanácsköztársaság alatt pártbizalmi, a Vöröshadsereg orvosa volt, ezért később elvesztette klinikai állását és a két világháború között magánpraxist folytatott. A második világháború idején egyetlen fia a nyilasok áldozata lett. A háború után szerepet vállalt a fogbetegellátás átalakításában és 1946-ban visszamenőleg rehabilitálták. 1948-tól a Csengery utcai Rendelőintézet fogpótlástani osztályának főorvosa lett, majd megnyitásától kezdve a Központi Stomatológiai Intézet főorvosaként dolgozott. 1948 és 1966 között a Fogorvosi Szakcsoport egyik alapítója, vezetőkádere, 1950-től 1952-ig főtitkára, 1953-tól állandó elnökhelyettese volt. 1957-ben az Új eredmények az arc- és állcsonthiányok és deformitások protetikai helyreállításához című értekezésével elnyerte a kandidátusi címet. 1964-ben nyugalomba vonult, de továbbra is részt vett az Intézet munkájában. Alapító tagja volt az 1938-ban alakult Tapolca és Hegyvidéke Barátai Egyesületnek.
Felesége Werner Margit (1896–1992) volt, Werner Adolf és Sonnenfeld Róza lánya, akit 1925. augusztus 4-én Budapesten, az Erzsébetvárosban vett nőül. Lánya Kertész Judit.
A Farkasréti temetőben nyugszik (C-310. fülke).

## Munkássága
Tudományos érdeklődési területe elsősorban a helyreállító protetika (szájpadhiányok pótlása, onkológiai rehabilitáció) volt és e tárgykörben számos írása jelent meg. Részt vett a budapesti Fogorvostudományi Kar oktató munkájában, és rendszeresen fakultatív előadásokat hirdetett a helyreállító protetika tárgykörből.

## Díjai, elismerései
- Munka Érdemrend arany fokozata (1966)